# Pavel Čižinský
Pavel Čižinský (* 3. prosince 1976 Praha) je český právník a aktivista, od listopadu 2018 do ledna 2020 starosta městské části Praha 1.

## Život
Narodil se v Praze jako jeden ze tří synů Pavla Čižinského a historičky umění Heleny Čižinské, rozené Smetáčkové. Jeho bratrem je poslanec a starosta městské části Praha 7 Jan Čižinský.
Vystudoval gymnázium a Právnickou fakultu Univerzity Karlovy v Praze. Rok působil jako mluvčí levicové iniciativy ProAlt. Později hájil jako advokát mimo jiné levicové aktivisty.
Úzce spolupracuje s Poradnou pro občanství/Občanská a lidská práva, nevládní organizací, která poskytuje bezplatné právní poradenství a právní zastoupení zejména v oblastech prosazování rovných příležitostí a nediskriminace, respektování rodinného života (práv dětí) a v případech ochrany lidské důstojnosti. Jako zástupce neziskových organizací je členem Výboru pro práva cizinců při Radě vlády pro lidská práva.

## Politické působení
V komunálních volbách v roce 2018 byl z pozice nestraníka a lídra uskupení Praha 1 sobě zvolen zastupitelem městské části Praha 1. Uskupení Praha 1 sobě volby se ziskem 21,26 % hlasů vyhrálo a uzavřelo koalici se třetími Piráty, čtvrtým uskupením "My, co tady žijeme (STAN, KDU-ČSL a Iniciativa občanů)" a sedmým uskupením „Zelená pro Jedničku“ (Zelení a nezávislí kandidáti). Dne 18. listopadu 2018 byl zvolen starostou městské části Praha 1, ve funkci nahradil Oldřicha Lomeckého z TOP 09.
Na přelomu let 2019 a 2020 se však koalice na městské části Praha 1 rozpadla odchodem sdružení My, co tady žijeme a Čižinský byl dne 14. ledna 2020 z funkce starosty odvolán ve prospěch předsedy My, co tady žijeme a dosavadního místostarosty Petra Hejmy.
V komunálních volbách v roce 2022 obhájil mandát zastupitele Prahy 1 jako lídr kandidátky PRAHA 1 SOBĚ.
Pavel Čižinský a Adél Kučera, zvolení za opoziční strany Levice a Zelení, vyvolali v polovině června 2025 na zasedání zastupitelstva Prahy 1 spor, když na svém stole vyvěsili vlajku Palestiny. Dostali se kvůli tomu do názorového střetu s koaliční většinou, která usnesením takové jednání odmítla. Čižinský byl jedním z těch, kdo již předtím kritizoval vyvěšení izraelské vlajky na budově radnice, a opozice bez úspěchu usilovala o její sundání.
Ve sněmovních volbách v roce 2025 je lídrem kandidátní listiny Levice v Praze.